# George Eyser
George Louis Eyser, pierwotnie Georg Ludwig Friedrich Julius Eÿser (ur. 31 sierpnia 1870 w Dänisch-Nienhof w Schwedenecku, zm. 6 marca 1919 w Denver) – amerykański gimnastyk pochodzenia niemieckiego, sześciokrotny medalista olimpijski.

## Kariera
W 1904  reprezentował barwy Stanów Zjednoczonych na rozegranych w Saint Louis letnich igrzyskach olimpijskich, podczas których zdobył sześć medali: trzy złote (w ćwiczeniach na poręczach, skoku przez konia wzdłuż i wspinaczce po linie), dwa srebrne (w czwórboju i skoku przez konia wszerz) oraz brązowy (w ćwiczeniach na drążku). Startował również w wieloboju drużynowym (4. miejsce), trójboju gimnastycznym (10. miejsce), wieloboju gimnastyczno-lekkoatletycznym (71. miejsce) oraz trójboju lekkoatletycznym (118. miejsce).
Był niepełnosprawny. Podczas igrzysk startował z drewnianą nogą.